# Rubén Benítez
Rubén Benítez (ur. 10 grudnia 1990) – argentyński lekkoatleta specjalizujący się w skoku o tyczce.
W 2007 odpadł w eliminacjach mistrzostw świata juniorów młodszych, a cztery lata później zdobył brązowy medal czempionatu Ameryki Południowej. Stawał na podium mistrzostw Argentyny (m.in. srebro w 2011 i 2012).
Rekord życiowy: 5,20 (21 kwietnia 2012, Santa Fe i 5 lipca 2013, Cartagena). 

## Osiągnięcia
| Rok  | Impreza                                            | Miejsce             | Pozycja           | Wynik |
| ---- | -------------------------------------------------- | ------------------- | ----------------- | ----- |
| 2006 | Mistrzostwa Ameryki Południowej juniorów młodszych | Caracas             | 2. miejsce        | 4,60  |
| 2007 | Mistrzostwa Ameryki Południowej juniorów           | São Paulo           | 3. miejsce        | 4,50  |
| 2007 | Mistrzostwa panamerykańskie juniorów               | São Paulo           | 7. miejsce        | 4,40  |
| 2007 | Mistrzostwa świata juniorów młodszych              | Ostrawa             | el. – 19. miejsce | 4,30  |
| 2009 | Mistrzostwa Ameryki Południowej juniorów           | São Paulo           |                   | NM    |
| 2010 | Młodzieżowe mistrzostwa Ameryki Południowej        | Medellín            | 3. miejsce        | 4,70  |
| 2011 | Mistrzostwa Ameryki Południowej                    | Buenos Aires        | 3. miejsce        | 4,90  |
| 2011 | Igrzyska panamerykańskie                           | Buenos Aires        | 9. miejsce        | 5,05  |
| 2012 | Mistrzostwa ibero-amerykańskie                     | Barquisimeto        | 5. miejsce        | 5,10  |
| 2012 | Młodzieżowe mistrzostwa Ameryki Południowej        | São Paulo           | 2. miejsce        | 5,00  |
| 2013 | Mistrzostwa Ameryki Południowej                    | Cartagena de Indias | 4. miejsce        | 5,20  |
| 2016 | Mistrzostwa ibero-amerykańskie                     | Rio de Janeiro      | 5. miejsce        | 4,90  |
| 2017 | Mistrzostwa Ameryki Południowej                    | Asunción            | 3. miejsce        | 5,00  |